# کی هاتاکه‌یاما
کی هاتاکه‌یاما (ژاپنی: 畠山 啓؛ زادهٔ ۱۳ اوت ۱۹۶۷) یک بازیکن فوتبال اهل ژاپن است.
از باشگاه‌هایی که در آن بازی کرده‌است می‌توان به باشگاه فوتبال اوراوا رد دیاموندز اشاره کرد.